# Ulrich Sieber (Bibliothekar)
Ulrich Sieber (* 20. Oktober 1938 in Tsingtau (China)) ist ein deutscher Bibliothekar.

## Leben
Sieber studierte Geschichte, Historische Hilfswissenschaften, Romanistik und Politikwissenschaften und wurde 1965 promoviert. Nach seinem Studium arbeitete Sieber von 1965 bis 1967 als Wissenschaftlicher Mitarbeiter an der Württembergischen Landesbibliothek Stuttgart, bevor er dort 1967 das Bibliotheksreferendariat begann, das er 1969 abschloss. Im selben Jahr ging er als Bibliotheksassessor an die Stadtbibliothek Ulm, wo er bis 1973 bis zum Oberbibliotheksrat aufstieg. 1975 ging Sieber an die Universitätsbibliothek Stuttgart, wo er ein Jahr später zum Bibliotheksdirektor befördert wurde und die Benutzungsabteilung sowie das Universitätsarchiv leitete. Außerdem nahm er stellvertretende Funktionen in der Leitung der Bibliothek wahr und betreute verschiedene Fachreferate, zuletzt die Fachreferate Geschichte, Politik, Volks- und Völkerkunde sowie Theologie. Ab 1981 hatte er auch einen Lehrauftrag zum Thema „Einführung in das wissenschaftliche Arbeiten“ an der Staatlichen Akademie der Bildenden Künste. 2003 wurde Sieber pensioniert.

## Veröffentlichungen (Auswahl)
- Friedrich David Gräter und die Komburger Stiftsbibliothek. In: Württembergisch-Franken, Bd. 52 (1968), S. 110–119.
- Professor Johann Martin Rauscher (1592–1655); Studien zur Geschichte der Universität Tübingen im Dreißigjährigen Krieg. Kleikamp, Köln 1968 (Tübingen, Univ., Diss., 1968).
- Untersuchungen zur Geschichte der Komburger Stiftsbibliothek, Köln 1969.
- Verzeichnis der Ehrenbürger der Technischen Hochschule bzw. der Universität Stuttgart. In: Heide Ziegler (Hrsg.): Hans L. Merkle: Reden bei der Festveranstaltung aus Anlaß der Ernennung von Prof. Dr. h.c Hans L. Merkle zum Ehrenbürger der Universität Stuttgart; 4. Februar 1994. Universitätsbibliothek Stuttgart, Stuttgart 1994 (Reden und Aufsätze / Universität Stuttgart; 47) (online).
- (Hrsg.): Prof. Dr.-Ing. Karl-Heinz Hunken, Prof. Dr. rer. nat. Hartmut Zwicker, Prof. Dr. rer. nat. Franz Effenberger: ihre Rektorate in Reden und Würdigungen. Universitäts-Bibliothek Stuttgart, Stuttgart 1995. (Reden und Aufsätze / Universität Stuttgart; 39) (online).
- (Hrsg.): Prof. Dr.-Ing. Dr.h.c. Günter Pritschow: Reden zur Amtseinführung als Rektor der Universität Stuttgart am 6. November 1996. Universitäts-Bibliothek Stuttgart, Stuttgart 1997 (online).
- (Hrsg.): Mamoru Kawaguchi: Reden bei der Akademischen Feier aus Anlaß der Verleihung der Ehrendoktorwürde (Dr.-Ing. E.h.) an Prof.Dr.-Eng. Mamoru Kawaguchi durch die Universität Stuttgart am 24. Oktober 1997. Universitäts-Bibliothek Stuttgart, Stuttgart 1998 (Reden und Aufsätze / Universität Stuttgart; 59) (online).
- (Hrsg.): Festreden: Ansprachen bei der Feier des sechzigsten Geburtstags von Rektor Prof. Dr. Günter Pritschow. Universitäts-Bibliothek Stuttgart, Stuttgart 1998 (Reden und Aufsätze / Universität Stuttgart; 60) (online).
- Verknappung, Verlagerung, Vernichtung: die Württembergische Landesbibliothek in schwerer Zeit zwischen 1933–1945. In: Birgit Schneider (Hrsg.): Bücher, Menschen und Kulturen: Festschrift für Hans-Peter Geh zum 65. Geburtstag. Saur, München 1999, ISBN 3-598-11399-4, S. 14–28.
- (Hrsg.): Ehrungen 1998 und 1999. Fakultät Bauingenieur- und Vermessungswesen. Universitäts-Bibliothek Stuttgart, Stuttgart 2000 (Reden und Aufsätze / Universität Stuttgart; 62) (online).
- (Hrsg.): Ortsnamenforschung in Südwestdeutschland: eine Bilanz; Festkolloquium anlässlich des 65. Geburtstages von Dr. Lutz Reichardt am 10. Dezember 1999. Universitäts-Bibliothek Stuttgart, Stuttgart 2000 (Reden und Aufsätze / Universität Stuttgart; 63) (online).
- (Hrsg.): Zum Gedenken an Max Bense: Reden und Texte an seinem 90. Geburtstag. Universitätsbibliothek Stuttgart, Stuttgart 2000 (Reden und Aufsätze / Universität Stuttgart; 64) (online).